# Forest Green Rovers Football Club 2018-2019
Questa voce raccoglie le informazioni riguardanti il Forest Green Rovers Football Club nelle competizioni ufficiali della stagione 2018-2019.

## Rosa 2018-2019
Rosa aggiornata al 3 aprile 2019
| N. |                             | Ruolo | Calciatore       |
| -- | --------------------------- | ----- | ---------------- |
| 2  | Galles (bandiera)           | D     | Liam Shephard    |
| 4  | Galles (bandiera)           | C     | Lloyd James      |
| 5  | Inghilterra (bandiera)      | D     | Lee Collins      |
| 6  | Inghilterra (bandiera)      | D     | Farrend Rawson   |
| 7  | Irlanda del Nord (bandiera) | C     | Carl Winchester  |
| 8  | Inghilterra (bandiera)      | C     | Dayle Grubb      |
| 9  | Galles (bandiera)           | A     | Christian Doidge |
| 10 | Inghilterra (bandiera)      | C     | Reece Brown      |
| 11 | Galles (bandiera)           | A     | George Williams  |
| 12 | Inghilterra (bandiera)      | C     | Jordan Simpson   |
| 13 | Inghilterra (bandiera)      | P     | James Montgomery |
| 14 | Inghilterra (bandiera)      | A     | Tahvon Campbell  |

| N. |                        | Ruolo | Calciatore          |
| -- | ---------------------- | ----- | ------------------- |
| 16 | Irlanda (bandiera)     | D     | Gavin Gunning       |
| 17 | Inghilterra (bandiera) | A     | Isaac Pearce        |
| 18 | Inghilterra (bandiera) | C     | Ben Liddle          |
| 19 | Inghilterra (bandiera) | D     | Nathan McGinley     |
| 20 | Inghilterra (bandiera) | D     | Paul Digby          |
| 21 | Inghilterra (bandiera) | A     | Shawn McCoulsky     |
| 22 | Inghilterra (bandiera) | D     | Udoka Godwin-Malife |
| 23 | Inghilterra (bandiera) | D     | Joseph Mills        |
| 24 | Galles (bandiera)      | P     | Lewis Thomas        |
| 25 | Inghilterra (bandiera) | A     | Junior Mondal       |
| 26 | Inghilterra (bandiera) | A     | Reuben Reid         |
| 34 | Inghilterra (bandiera) | P     | Lewis Ward          |

## Organigramma societario
Area tecnica
- Allenatore: Mark Cooper
- Allenatore in seconda:
- Preparatore dei portieri:
- Preparatori atletici:

## Risultati

### League Two

#### Girone di andata
| Arbitro: | Coy |

|                 |           |                                                   |
| Rose 31’ (rig.) | Marcatori | 51’ Winchester 67’ (aut.) Collins 70’, 83’ Doidge |

| Arbitro: | Drysdale |

|          |           |                    |
| Reid 22’ | Marcatori | 78’ (rig.) Gardner |

| Arbitro: | Busby |

|            |           |            |
| Aimson 90’ | Marcatori | 29’ Doidge |

| Nailsworth 21 agosto 2018, ore 19:45 WEST 4ª giornata | Forest Green | 0 – 0 referto | Stevenage | The New Lawn (1 834 spett.)\| Arbitro: \| Huxtable \| |
| Arbitro:                                              | Huxtable     |               |           |                                                       |

| Arbitro: | Davies |

|           |           |                    |
| Doidge 5’ | Marcatori | 11’ (rig.) Doughty |

| Arbitro: | Wright |

|           |           |                                 |
| Stead 70’ | Marcatori | 29’ Shephard 59’ Reid 84’ Grubb |

| Arbitro: | Young |

|                |           |                 |
| Winchester 15’ | Marcatori | 73’ (rig.) Pope |

| Arbitro: | Toner |

|           |           |                 |
| Aneke 31’ | Marcatori | 80’ (rig.) Reid |

| Arbitro: | Nield |

|          |           |  |
| Reid 70’ | Marcatori |  |

| Arbitro: | Salisbury |

|            |           |           |
| Wilson 55’ | Marcatori | 48’ Grubb |

| Arbitro: | Breakspear |

|           |           |                                     |
| Brown 21’ | Marcatori | 34’ Digby 55’ Grubb 88’ Worthington |

| Arbitro: | Robinson |

|                    |           |           |
| Bennett 18’ (aut.) | Marcatori | 38’ Amond |

| Arbitro: | Yates |

|                         |           |          |
| Pierre 63’ Williams 90’ | Marcatori | 43’ Reid |

| Arbitro: | Johnson |

|           |           |             |
| Mills 75’ | Marcatori | 26’ Barnett |

| Arbitro: | Coggins |

|                                     |           |            |
| Brown 11’ Shephard 39’ Campbell 90’ | Marcatori | 85’ Mullin |

| Arbitro: | Whitestone |

|            |           |                        |
| Martin 90’ | Marcatori | 50’ Brown 72’ Shephard |

| Arbitro: | Backhouse |

|                      |           |           |
| Akinde 8’ Gordon 72’ | Marcatori | 12’ Brown |

| Arbitro: | Toner |

|  |           |            |
|  | Marcatori | 86’ Wildig |

| Arbitro: | Boyeson |

|                   |           |                           |
| Devitt 77’ (rig.) | Marcatori | 12’ Morris 71’ Winchester |

| Arbitro: | Johnson |

|  |           |              |
|  | Marcatori | 25’ Szmodics |

| Arbitro: | Salisbury |

|            |           |                       |
| Browne 56’ | Marcatori | 90’ Reid 90’ Williams |

| Arbitro: | Donohue |

|           |           |  |
| Mills 45’ | Marcatori |  |

| Arbitro: | Busby |

|                  |           |                                    |
| Amond 45’ (rig.) | Marcatori | 3’, 52’, 57’ Williams 43’ Campbell |

#### Girone di ritorno
| Arbitro: | Lewis |

|                       |           |                           |
| Varney 78’ Thomas 80’ | Marcatori | 61’ Campbell 67’ Williams |

| Arbitro: | Johnson |

|                           |           |           |
| Williams 1’ Archibald 90’ | Marcatori | 50’ Foley |

| Oldham 12 gennaio 2019, ore 15:00 WET 28ª giornata | Oldham Athletic | 0 – 0 referto | Forest Green | Boundary Park (4 194 spett.)\| Arbitro: \| Whitestone \| |
| Arbitro:                                           | Whitestone      |               |              |                                                          |

| Arbitro: | Swabey |

|           |           |                        |
| Brown 28’ | Marcatori | 69’ O’Shea 83’ Maynard |

| Arbitro: | Coggins |

|                           |           |  |
| Doidge 29’, 45’ Brown 50’ | Marcatori |  |

| Arbitro: | Drysdale |

|  |           |                         |
|  | Marcatori | 13’ Shephard 55’ Doidge |

| Arbitro: | Sarginson |

|          |           |           |
| Reid 70’ | Marcatori | 14’ Grant |

| Arbitro: | Hair |

|           |           |                           |
| Mills 63’ | Marcatori | 57’ O'Brien 77’ Boldewijn |

| Arbitro: | Coote |

|                          |           |  |
| Woolery 36’ Robinson 44’ | Marcatori |  |

| Arbitro: | Toner |

|                                   |           |  |
| Mondal 22’ Doidge 31’ Collins 58’ | Marcatori |  |

| Arbitro: | Donohue |

|            |           |  |
| Walker 69’ | Marcatori |  |

| Arbitro: | Davies |

|          |           |                        |
| Brown 7’ | Marcatori | 13’, 79’ (rig.) Akinde |

| Arbitro: | Boyeson |

|                                 |           |  |
| Oates 6’ Collins 35’ Kenyon 71’ | Marcatori |  |

| Arbitro: | Young |

|  |           |                                   |
|  | Marcatori | 21’ Shephard 33’ Brown 81’ Doidge |

| Arbitro: | Salisbury |

|           |           |            |
| Brown 31’ | Marcatori | 49’ Thomas |

| Arbitro: | Marsden |

|  |           |                |
|  | Marcatori | 69’, 90’ Brown |

| Arbitro: | Sarginson |

|              |           |                      |
| Williams 63’ | Marcatori | 38’ Agard 87’ Martin |

| Arbitro: | Drysdale |

|            |           |                 |
| Bulman 24’ | Marcatori | 34’, 88’ Doidge |

| Arbitro: | Hicks |

|                      |           |  |
| Doidge 56’ Mills 88’ | Marcatori |  |

| Arbitro: | Whitestone |

|  |           |            |
|  | Marcatori | 47’ Mondal |

| Arbitro: | Bramall |

|                        |           |           |
| Gunning 24’ Doidge 76’ | Marcatori | 66’ Lewis |

| Arbitro: | Salisbury |

|                                           |           |                                 |
| Porter 19’ Mills 63’ (aut.) Kirk 87’, 89’ | Marcatori | 36’ Brown 47’ Mondal 52’ Doidge |

| Nailsworth 4 maggio 2019, ore 15:00 WEST 46ª giornata | Forest Green | 0 – 0 referto | Exeter City | The New Lawn (4 537 spett.)\| Arbitro: \| Toner \| |
| Arbitro:                                              | Toner        |               |             |                                                    |

#### Playoff
| Arbitro: | Busby |

|           |           |  |
| Banks 26’ | Marcatori |  |

| Arbitro: | Ilderton |

|           |           |             |
| Mills 12’ | Marcatori | 27’ Norwood |

### FA Cup
| Oxford 10 novembre 2018, ore 15:00 WET Primo turno | Oxford Utd | 0 – 0 referto | Forest Green | Kassam Stadium (3 933 spett.)\| Arbitro: \| Kinseley \| |
| Arbitro:                                           | Kinseley   |               |              |                                                         |

| Arbitro: | Kettle |

|  |           |                                 |
|  | Marcatori | 36’ Henry 47’ Mackie 78’ Browne |

### Coppa di Lega
| Arbitro: | Webb |

|  |           |              |
|  | Marcatori | 60’ Campbell |

| Arbitro: | Coggins |

|                                            |                      |                                  |
| Kashket 55’ Stewart 74’                    | Marcatori            | 57’ Grubb 86’ Winchester         |
| Jacobson Freeman McCarthy Stewart Saunders | Tiri di rigore 4 – 3 | Doidge Gunning Grubb Brown Digby |

## Statistiche

### Statistiche di squadra
| Competizione  | Punti | In casa | In casa | In casa | In casa | In casa | In casa | In trasferta | In trasferta | In trasferta | In trasferta | In trasferta | In trasferta | Totale | Totale | Totale | Totale | Totale | Totale | DR  |
| Competizione  | Punti | G       | V       | N       | P       | Gf      | Gs      | G            | V            | N            | P            | Gf           | Gs           | G      | V      | N      | P      | Gf     | Gs     | DR  |
| ------------- | ----- | ------- | ------- | ------- | ------- | ------- | ------- | ------------ | ------------ | ------------ | ------------ | ------------ | ------------ | ------ | ------ | ------ | ------ | ------ | ------ | --- |
| League Two    | 74    | 23      | 8       | 9       | 6       | 28      | 20      | 23           | 12           | 5            | 6            | 40           | 27           | 46     | 20     | 14     | 12     | 68     | 47     | +21 |
| FA Cup        | -     | 1       | 0       | 0       | 1       | 0       | 3       | 1            | 0            | 1            | 0            | 0            | 0            | 2      | 0      | 1      | 1      | 0      | 3      | -3  |
| Coppa di Lega | -     | 0       | 0       | 0       | 0       | 0       | 0       | 2            | 1            | 1            | 0            | 3            | 2            | 2      | 1      | 1      | 0      | 3      | 2      | +1  |
| Play-off      | -     | 1       | 0       | 1       | 0       | 1       | 1       | 1            | 0            | 0            | 1            | 0            | 1            | 2      | 0      | 1      | 1      | 1      | 2      | -1  |
| Totale        | -     | 25      | 8       | 10      | 7       | 29      | 24      | 27           | 13           | 7            | 7            | 43           | 30           | 52     | 21     | 17     | 14     | 72     | 54     | +18 |

### Andamento in campionato
| Giornata  | 1 | 2 | 3 | 4 | 5  | 6 | 7  | 8  | 9 | 10 | 11 | 12 | 13 | 14 | 15 | 16 | 17 | 18 | 19 | 20 | 21 | 22 | 23 | 24 | 25 | 26 | 27 | 28 | 29 | 30 | 31 | 32 | 33 | 34 | 35 | 36 | 37 | 38 | 39 | 40 | 41 | 42 | 43 | 44 | 45 | 46 |
| --------- | - | - | - | - | -- | - | -- | -- | - | -- | -- | -- | -- | -- | -- | -- | -- | -- | -- | -- | -- | -- | -- | -- | -- | -- | -- | -- | -- | -- | -- | -- | -- | -- | -- | -- | -- | -- | -- | -- | -- | -- | -- | -- | -- | -- |
| Luogo     | T | C | T | C | C  | T | C  | T  | C | T  | T  | C  | T  | C  | C  | T  | T  | C  | T  | C  | T  | C  | T  | T  | C  | T  | C  | C  | T  | C  | C  | T  | C  | T  | C  | T  | T  | C  | T  | C  | T  | C  | T  | C  | T  | C  |
| Risultato | V | N | N | N | N  | V | N  | N  | V | N  | V  | N  | P  | N  | V  | V  | P  | P  | V  | P  | V  | V  | V  | N  | V  | N  | P  | V  | V  | N  | P  | P  | V  | P  | P  | P  | V  | N  | V  | P  | V  | V  | V  | V  | P  | N  |
| Posizione | 2 | 4 | 7 | 9 | 12 | 7 | 10 | 13 | 8 | 8  | 5  | 6  | 9  | 10 | 7  | 7  | 9  | 10 | 10 | 10 | 8  | 7  | 6  | 5  | 5  | 4  | 4  | 5  | 5  | 5  | 5  | 8  | 5  | 7  | 7  | 9  | 6  | 6  | 6  | 6  | 6  | 6  | 6  | 5  | 5  | 5  |

Legenda:

Luogo: C = Casa; T = Trasferta. Risultato: V = Vittoria; N = Pareggio; P = Sconfitta.

### Statistiche dei giocatori
| Giocatore        | League Two | League Two | League Two  | League Two | FA Cup   | FA Cup | FA Cup      | FA Cup     | Coppa di Lega | Coppa di Lega | Coppa di Lega | Coppa di Lega | Totale   | Totale | Totale      | Totale     |
| Giocatore        | Presenze   | Reti       | Ammonizioni | Espulsioni | Presenze | Reti   | Ammonizioni | Espulsioni | Presenze      | Reti          | Ammonizioni   | Espulsioni    | Presenze | Reti   | Ammonizioni | Espulsioni |
| ---------------- | ---------- | ---------- | ----------- | ---------- | -------- | ------ | ----------- | ---------- | ------------- | ------------- | ------------- | ------------- | -------- | ------ | ----------- | ---------- |
| J. Montgomery    | 18         | 0          | 3           | 0          | 2        | 0      | 0           | 0          | 2             | 0             | 0             | 0             | 22       | 0      | 3           | 0          |
| L. Thomas        | -          | -          | -           | -          | -        | -      | -           | -          | -             | -             | -             | -             | -        | -      | -           | -          |
| L. Ward          | 12         | 0          | 1           | 0          | -        | -      | -           | -          | -             | -             | -             | -             | 12       | 0      | 1           | 0          |
| L. Collins       | 11         | 1          | 2           | 0          | -        | -      | -           | -          | 1             | 0             | 0             | 0             | 12       | 1      | 2           | 0          |
| U. Godwin-Malife | 5          | 0          | 0           | 0          | -        | -      | -           | -          | -             | -             | -             | -             | 5        | 0      | 0           | 0          |
| G. Gunning       | 42         | 1          | 8           | 1          | -        | -      | -           | -          | 1             | 0             | 0             | 0             | 43       | 1      | 8           | 1          |
| N. McGinley      | 38         | 0          | 3           | 0          | 2        | 0      | 1           | 0          | -             | -             | -             | -             | 40       | 0      | 4           | 0          |
| J. Mills         | 44         | 4          | 5           | 0          | 1        | 0      | 0           | 0          | 1             | 0             | 0             | 0             | 46       | 4      | 5           | 0          |
| F. Rawson        | 38         | 0          | 6           | 1          | 2        | 0      | 0           | 0          | 1             | 0             | 0             | 0             | 41       | 0      | 6           | 1          |
| L. Shephard      | 39         | 5          | 3           | 0          | -        | -      | -           | -          | 2             | 0             | 0             | 0             | 41       | 5      | 3           | 0          |
| C. Winchester    | 45         | 3          | 3           | 0          | 2        | 0      | 1           | 0          | 2             | 1             | 0             | 0             | 49       | 4      | 4           | 0          |
| R. Brown         | 45         | 11         | 5           | 0          | 2        | 0      | 0           | 0          | 1             | 0             | 1             | 0             | 48       | 11     | 6           | 0          |
| P. Digby         | 37         | 1          | 5           | 1          | 2        | 0      | 0           | 0          | 2             | 0             | 0             | 0             | 41       | 1      | 5           | 1          |
| D. Grubb         | 27         | 3          | 0           | 0          | 1        | 0      | 0           | 0          | 2             | 1             | 0             | 0             | 30       | 4      | 0           | 0          |
| L. James         | 35         | 0          | 6           | 0          | 2        | 0      | 0           | 0          | 2             | 0             | 0             | 0             | 39       | 0      | 6           | 0          |
| J. Simpson       | -          | -          | -           | -          | -        | -      | -           | -          | -             | -             | -             | -             | -        | -      | -           | -          |
| C. Doidge        | 25         | 14         | 3           | 0          | -        | -      | -           | -          | 2             | 0             | 0             | 0             | 27       | 14     | 3           | 0          |
| S. McCoulsky     | 13         | 0          | 0           | 0          | -        | -      | -           | -          | -             | -             | -             | -             | 13       | 0      | 0           | 0          |
| J. Mondal        | 18         | 3          | 0           | 0          | -        | -      | -           | -          | -             | -             | -             | -             | 18       | 3      | 0           | 0          |
| B. Morris        | 4          | 1          | 0           | 0          | 1        | 0      | 0           | 0          | -             | -             | -             | -             | 5        | 1      | 0           | 0          |
| I. Pearce        | 4          | 0          | 0           | 0          | -        | -      | -           | -          | 1             | 0             | 0             | 0             | 5        | 0      | 0           | 0          |
| R. Reid          | 29         | 7          | 3           | 0          | 2        | 0      | 0           | 0          | 2             | 0             | 0             | 0             | 33       | 7      | 3           | 0          |
| F. Robert        | -          | -          | -           | -          | -        | -      | -           | -          | -             | -             | -             | -             | -        | -      | -           | -          |
| G. Williams      | 38         | 7          | 2           | 0          | 2        | 0      | 0           | 0          | 1             | 0             | 0             | 0             | 41       | 7      | 2           | 0          |
| T. Archibald     | 14         | 1          | 3           | 0          | 2        | 0      | 0           | 0          | 2             | 0             | 0             | 0             | 18       | 1      | 3           | 0          |
| T. Campbell      | 18         | 3          | 3           | 0          | 2        | 0      | 0           | 0          | 1             | 1             | 0             | 0             | 21       | 4      | 3           | 0          |
| B. Liddle        | 2          | 0          | 1           | 0          | -        | -      | -           | -          | -             | -             | -             | -             | 2        | 0      | 1           | 0          |
| R. Sánchez       | 17         | 0          | 3           | 0          | -        | -      | -           | -          | -             | -             | -             | -             | 17       | 0      | 3           | 0          |
| M. Worthington   | 9          | 1          | 0           | 0          | 2        | 0      | 0           | 0          | -             | -             | -             | -             | 11       | 1      | 0           | 0          |
| H. Hollis        | -          | -          | -           | -          | -        | -      | -           | -          | 1             | 0             | 0             | 0             | 1        | 0      | 0           | 0          |
| S. Laird         | -          | -          | -           | -          | -        | -      | -           | -          | 1             | 0             | 0             | 0             | 1        | 0      | 0           | 0          |